# Sanguinolaria tenuis
Sanguinolaria tenuis is een tweekleppigensoort uit de familie van de Psammobiidae. De wetenschappelijke naam van de soort is voor het eerst geldig gepubliceerd in 1961 door Olsson.